# 58-я пехотная дивизия (Российская империя)
58-я пехотная дивизия — пехотное соединение в составе Русской императорской армии.

## История дивизии
Сформирована в июле 1914 года из кадра 5-й пехотной дивизии. Вошла в состав 3-й армии Юго-Западного фронта. Сражалась в ходе Рава-Русской операции. 18.09.1914 подчинена командующему формируемой Блокадной армии (предназначавшейся для штурма Перемышля), штурмовала форт Гурко. Включена в состав 28-го армейского корпуса Юго-Западного фронта. Летом 1915 назначена в гарнизон крепости Новогеоргиевск, в ночь с 6 (19) на 7 (20) августа в полном составе сдалась германским войскам.

58-я пехотная дивизия очень хорошо дралась в Галицийской битве в августе 1914 года (где состояла в своём же IX армейском корпусе). Она осаждала Перемышль, дралась в Карпатах и на Сане и погибла в Новогеоргиевске.— Керсновский А. А. История русской армии
58-я артиллерийская бригада сформирована в июле 1914 г. по мобилизации в г. Бердичеве, из кадра, выделенного 5-й артиллерийской бригадой.

## Состав дивизии
- 1-я бригада
  - 229-й Сквирский пехотный полк
  - 230-й Новоград-Волынский пехотный полк
- 2-я бригада
  - 231-й Дрогичинский пехотный полк
  - 232-й Радомысльский пехотный полк
- 58-я артиллерийская бригада

## Командование дивизии

### Начальники дивизии
- 19.07.1914 — 16.09.1914 — генерал-майор Чернавин, Всеволод Владимирович
- 24.09.1914 — 18.06.1915 — генерал-лейтенант Стельницкий, Станислав Феликсович
- 24.06.1915 — 07.08.1915[2] — генерал-лейтенант де Витт, Лев Владимирович

### Начальники штаба дивизии
- 14.09.1914 — 01.05.1915 — полковник Власьев, Николай Иванович
- 01.05.1915 — 23.06.1915 — и. д. полковник Златолинский, Владимир Александрович
- 04.08.1915 — 07.08.1915[2] — и. д. подполковник Бредов, Фёдор-Михаил Эмильевич

### Командиры бригады
- 29.07.1914 — 12.02.1915 — генерал-майор Шевандин, Дмитрий Иванович
- 12.02.1915 — 04.05.1915 — генерал-майор Тихменев, Николай Михайлович
- 09.07.1915 — 07.08.1915[2] — генерал-майор Офросимов, Яков Михайлович

### Командиры 58-й артиллерийской бригады
- 25.07.1914 — 07.08.1915[2] — полковник (c 18.04.1915 генерал-майор) Чеботарёв, Порфирий Григорьевич